# Флаг эрзян
Национальный флаг эрзян (эрз. Эрзянь раськень коцт, дословно: Флаг эрзянского народа) — национальный флаг эрзян, народа, проживающего в России.

## Описание флага
Размер флага — в пропорции 1:2. Состоит из трех горизонтальных полосы одинаковой ширины, верхняя — белого, средняя — красного и нижняя — чёрного цвета. Он был разработан Валентином Девяткиным и одобрен обществом «Масторава» в 1990 году. Основные цвета «повторяют цвета узоров мужских и женских эрзянских национальных костюмов».
Спустя годы эрзянский флаг был утвержден Конгрессом эрзянского народа:

«Эрзянский Конгресс утверждает в качестве флага эрзя народа бело-красно-чёрное (сверху вниз) полотнище, символизирующее в своих цветах Свободу, Жизнь и Землю Эрзя народа».

## Использование флага

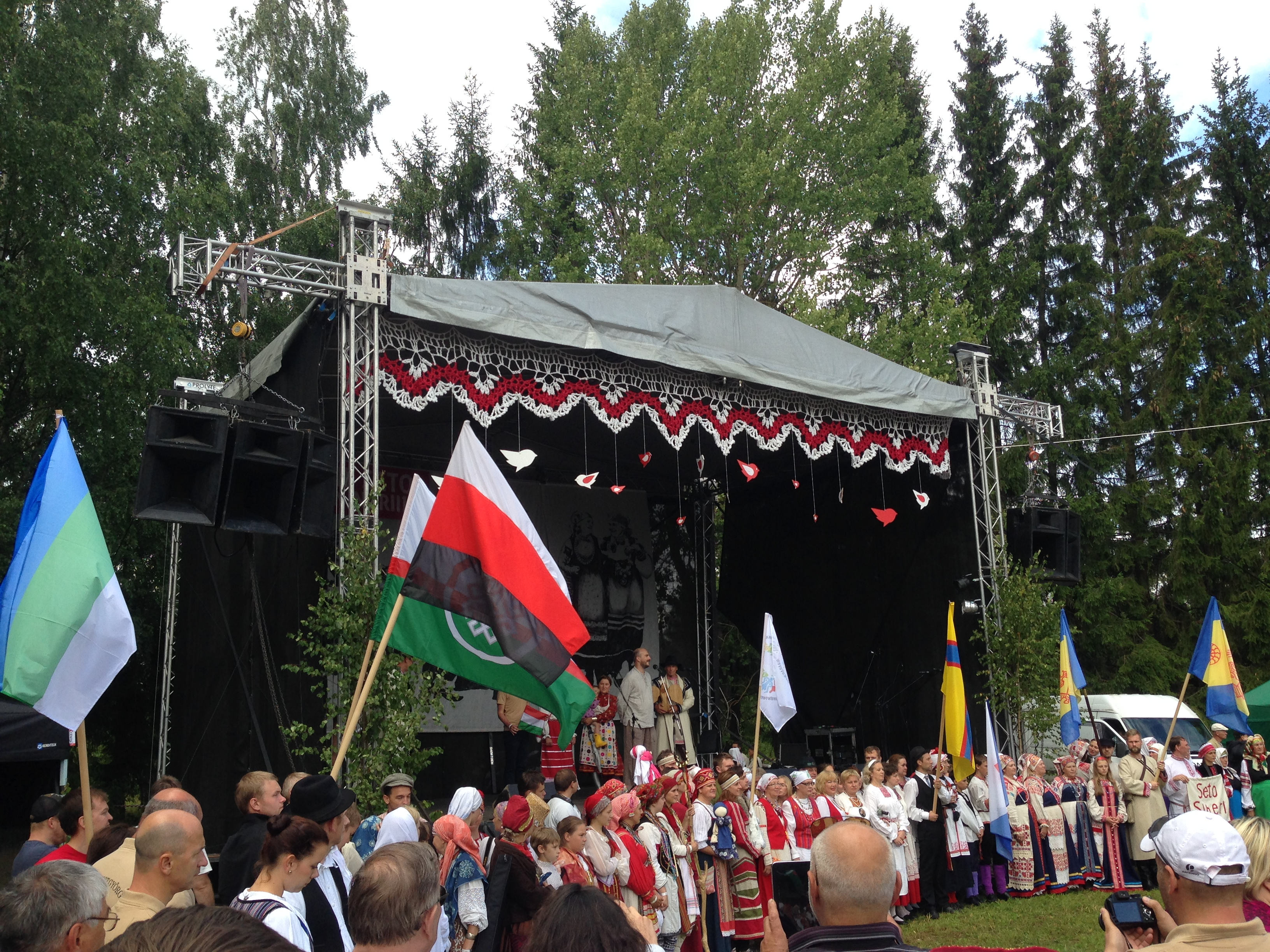
Эрзянский флаг в деревне Обиница (Меремяэ, Эстония). 1 августа 2015 года здесь выбирали Короля Сету. Из разных стран были представители финно-угорских народов.

«Черно-красно-белый» триколор используется как на официальных эрзянских праздниках, так и в обыденной, культурной жизни нации. Эрзянский флаг является легитимным для своего народа, будучи даже не признанным официальными властями. Большинство праздников, в которых используется флаг, были приняты Конгрессами эрзянского народа:
- 16 апреля — День эрзянского языка[4],[5],[6] (эрз. Эрзянь Келень Чи)
- Сельское моление[7] (эрз. Велень озкс)
- Всеэрзянское моление-праздник[8],[9] (эрз. Раськень Озкс)
- Конгресс эрзянского народа[10],[11] (эрз. Эрзянь Инекужо)
- Эрзянь лисьмапря[12],[13].
- 21 декабря — День эпоса «Масторава»[14]

Кроме прочего, «эрзянь раськенькоцт» развевался на VI Всемирном конгрессе финно-угорских народов, на Конгрессе МАФУН,
в местечке Ханнья, а также в Алтайском крае и
Нижегородской области.